# Другий медовий місяць (фільм, 1930)
«Другий медовий місяць» (англ. Second Honeymoon) - американський німий комедійно-драматичний фільм 1930 року режисера Філа Розена. Головні ролі зіграли Жозефіна Данн, Едвард Ерл та Ернест Гілліард. Прем'єра стрічки відбулась у вересні 1930 року.

## Список акторів
- Жозефіна Данн - Мері Гантлі
- Едвард Ерл - Джим Гантлі
- Ернест Гілліард - Ешбрук
- Берніс Елліотт - Едіт
- Ферн Еммет - покоївка
- Гаррі Аллен - шериф
- Генрі Рокмор - заступник

## Зовнішні посилання
- Другий медовий місяць на сайті IMDb (англ.)
- Другий медовий місяць (фільм, 1930) на TCM Movie Database (англ.)
- Другий медовий місяць (фільм, 1930) на сайті American Film Institute Catalog[en] (англ.)